# Omloop van het Waasland 1999
De 35e editie van de Belgische wielerwedstrijd Omloop van het Waasland vond plaats op 14 maart 1999. De start en finish vonden plaats in Kemzeke. De winnaar was Geert Omloop, gevolgd door Niko Eeckhout en Bart Heirewegh.

## Uitslag
| Omloop van het Waasland 1999 |                   |                       |          |
| Plaats                       | Naam              | Ploeg                 | Tijd     |
| Winnaar                      | Geert Omloop      | Spar-RDM              | 3u12'00" |
| 2                            | Niko Eeckhout     | Palmans-Ideal         | 10"      |
| 3                            | Bart Heirewegh    | Ipso-Euroclean        | z.t.     |
| 4                            | John Talen        | Batavus               | z.t.     |
| 5                            | Ronny Assez       | Home Market-Charleroi | z.t.     |
| 6                            | Kris Gerits       | Vlaanderen 2002       | z.t.     |
| 7                            | Berry Hoedemakers | Spar-RDM              | z.t.     |
| 8                            | Hans De Meester   | Team Gerolsteiner     | z.t.     |
| 9                            | Renger Ypenburg   | Batavus               | z.t.     |
| 10                           | Kristof Trouvé    | Vlaanderen 2002       | 2'00"    |

1965 · 1966 · 1967 · 1968 · 1969 · 1970 · 1971 · 1972 · 1973 · 1974 · 1975 · 1976 · 1977 · 1978 · 1979 · 1980 · 1981 · 1982 · 1983 · 1984 · 1985 · 1986 · 1987 · 1988 · 1989 · 1990 · 1991 · 1992 · 1993 · 1994 · 1995 · 1996 · 1997 · 1998 · 1999 · 2000 · 2001 · 2002 · 2003 · 2004 · 2005 · 2006 · 2007 · 2008 · 2009 · 2010 · 2011 · 2012 · 2013 · 2014 · 2015 · 2016 · 2017 · 2018 · 2019 · 2020 · 2021 · 2022 · 2023 · 2024